# ソロモン・トーマス
ソロモン・クリストファー・トーマス（Solomon Christopher Thomas, 1995年8月26日 - ）は、アメリカ合衆国イリノイ州シカゴ出身のプロアメリカンフットボール選手。NFLのダラス・カウボーイズに所属している。ポジションはディフェンシブタックル。

## 経歴

### カレッジ
スタンフォード大学に進学し、3年目の2016年シーズンには62タックル、8サックを記録してオールPac-12ファーストチームに選出された。このシーズン終了後に2017年のNFLドラフトへアーリーエントリーした。

### サンフランシスコ・49ers
2017年のNFLドラフトではマイルズ・ギャレットに次ぐディフェンシブラインマンと評され、全体3位でサンフランシスコ・49ersから指名された。その後、4年総額2814万ドルのルーキー契約を結んだ。5年目の契約はチームオプションとなる。
4年間プレーするも目立った活躍はできず、2020年シーズン開幕前にチームオプションを破棄され、シーズン終了後にFAになることが決まった。このシーズンは第2週の試合で左足の前十字靭帯を断裂し、残りの試合を欠場した。

### ラスベガス・レイダース
2021年3月19日にラスベガス・レイダースと500万ドルの1年契約を結んだ。

### ニューヨーク・ジェッツ
2022年3月30日にニューヨーク・ジェッツと275万ドルの1年契約を結んだ。
2023年3月15日に、ジェッツと1年最大390万ドルの再契約を結んだ。このシーズンは自己最多の5サックを記録した。
2024年3月21日、ジェッツと単年での再契約を行った。

### ダラス・カウボーイズ
2025年3月11日、ダラス・カウボーイズと2年契約を結んだ。

## 家族
姉のエラは2018年に自殺して亡くなった。